# 岐工記念館
岐工記念館（ぎこうきねんかん）は、岐阜県羽島郡笠松町にある建築物。

## 概要
岐阜県立岐阜工業高等学校内にある建築物である。
元は1929年（昭和4年）に岐阜県工業試験場が岐阜県第一工業学校敷地内に移転した際に、本館として建築された建物である。1946年（昭和21年）の昭和天皇の戦後巡幸では宿泊所として使用されている。1972年（昭和47年）に岐阜県工業試験場が移転すると本館は岐阜工業高等学校の施設となる。
2016年（平成28年）に改修工事が行われ、現在は岐阜工業高等学校の同窓会活動の拠点、各種会議、セミナーに使用されている。
2000年（平成12年）4月28日に、「岐工記念館（旧岐阜県工業試験場）」として国登録有形文化財に登録され、2008年（平成20年）に、近代化産業遺産「近代化産業遺産群 続33　22．質量ともに豊富な人材を供給し我が国の産業近代化を支えた技術者教育の歩みを物語る近代化産業遺産群」に認定されている。

## 建物概要
1929年（昭和4年）竣工。木造2階建の瓦葺の建物である。上部をモルタル、下部を板張りにした洋風建築であり、正面玄関上部には出窓が設置されている。建築面積は219 m2、延床面積は427 m2。
1階
- 資料展示室（旧・岐阜県工業試験場場長室）[5]
- セミナー室

2階
- 会議室（昭和天皇の戦後巡幸時の宿泊室）[5]
- 同窓会室（旧・控室）

## 利用案内
- 所在地：岐阜県羽島郡笠松町常盤町1700 （岐阜工業高等学校敷地内）

## 交通アクセス

### 公共交通機関
- 名鉄名古屋本線・竹鼻線「笠松駅」より徒歩で約5分。
- 岐阜バス県庁笠松線、笠松川島線「岐阜工業高校前」より徒歩約1分。
- 笠松町公共施設巡回町民バス「名鉄笠松駅前」より徒歩で約5分。
- 岐南町コミュニティバス「笠松駅前」より徒歩で約5分。

## 周辺施設
- 笠松駅
- 笠松町立笠松中学校